# Elin Eriksson (politiker)
Elin Sofia Eriksson (i riksdagen kallad Eriksson i Hallstahammar), född 27 januari 1886 i Tortuna församling, Västmanlands län, död 2 maj 1966 i Hallstahammar, var en svensk socialdemokratisk politiker.
Eriksson var ledamot av Sveriges riksdags andra kammare från 1941 i Västmanlands läns valkrets.  Hon var även ledamot av Västmanlands läns landsting från 1939.